# Calanda Bräu
Die Calanda Bräu war ein Schweizer Getränkehersteller. Die Brauerei Calanda produziert nach der Übernahme durch Heineken 1993 weiterhin die traditionsreiche Bündner Biermarke Calanda, sowie weitere wie z. B. Birra Moretti, Desperados und Sagres.

## Geschichte
1780 eröffnete der Bündner Brauer Rageth Mathis im Welschdörfli von Chur eine kleine Hausbrauerei. Die Konkurrenz war gross: über 260 Brauereien gab es zu jener Zeit in der Schweiz. Anfang des 20. Jahrhunderts fusionierten die Kleinstbrauereien als Folge der Industrialisierung zu grösseren Brauereien. So auch die Brauerei von Rageth Mathis, welche sich 1902 der Aktienbrauerei Chur anschloss. Daraus ging kurz darauf die Rhätische Aktienbrauerei hervor, mit Brauereien von Thusis bis Davos.
In der Zeit des Ersten und des Zweiten Weltkrieges lief das Geschäft nicht gut. Erst Mitte des 20. Jahrhunderts ging es wieder bergauf. 1971 fusionierten die Engadiner Aktienbrauerei und die Rhätische Getränke AG zur Brauerei Calanda Bräu. Als 1990 noch die Winterthurer Brauerei Haldengut dazu kam, wurde Calanda Haldengut zur drittgrössten Schweizer Brauerei. 1993 wurde die Calanda Bräu von Heineken übernommen, Calanda wird seither als Biermarke weitergeführt.
Das Fabrikat Edelbräu wurde 1980 als Marke geschützt. Im November 1988 lancierte der Grossverteiler Coop das «Tell»-Bier, das vorderhand von Calanda Bräu sowie in der Brauerei Bière du Boxer in Romanel-sur-Lausanne hergestellt wird (siehe auch Bierkartell). Bis 2013 braute Calanda für Coop auch das Niedrigpreisbier Prix-Garantie. Danach vergab Coop die Produktion ins Ausland. Ebenfalls seit 2013 füllt Calanda das Flaschenbier der Luzerner Brauerei Eichhof ab. Das Luxusbier Meisterbräu mit 6 Volumenprozenten Alkohol wurde nach rund 40 Jahren im Jahr 2013 nicht mehr produziert.

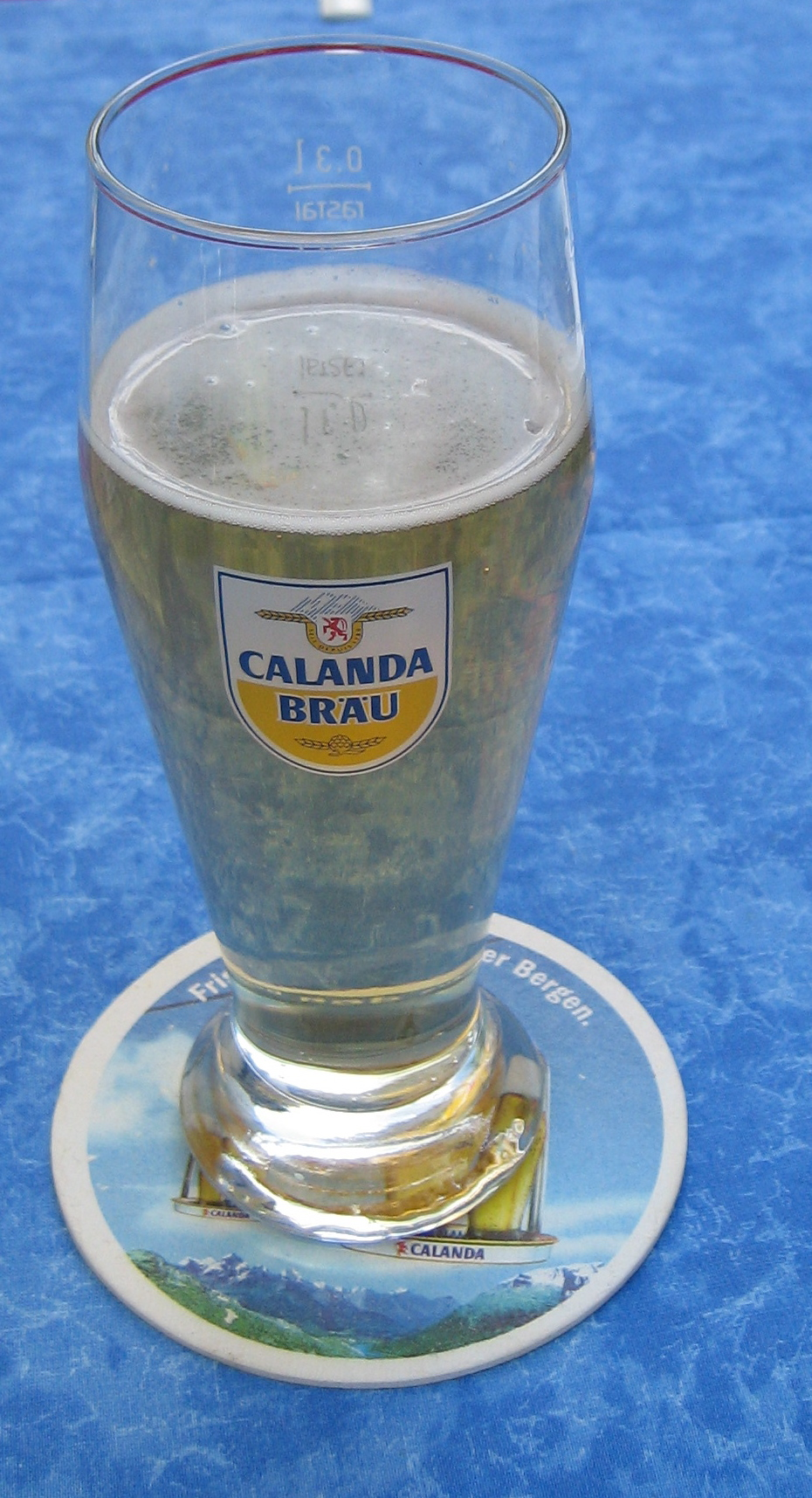
Calanda Bier
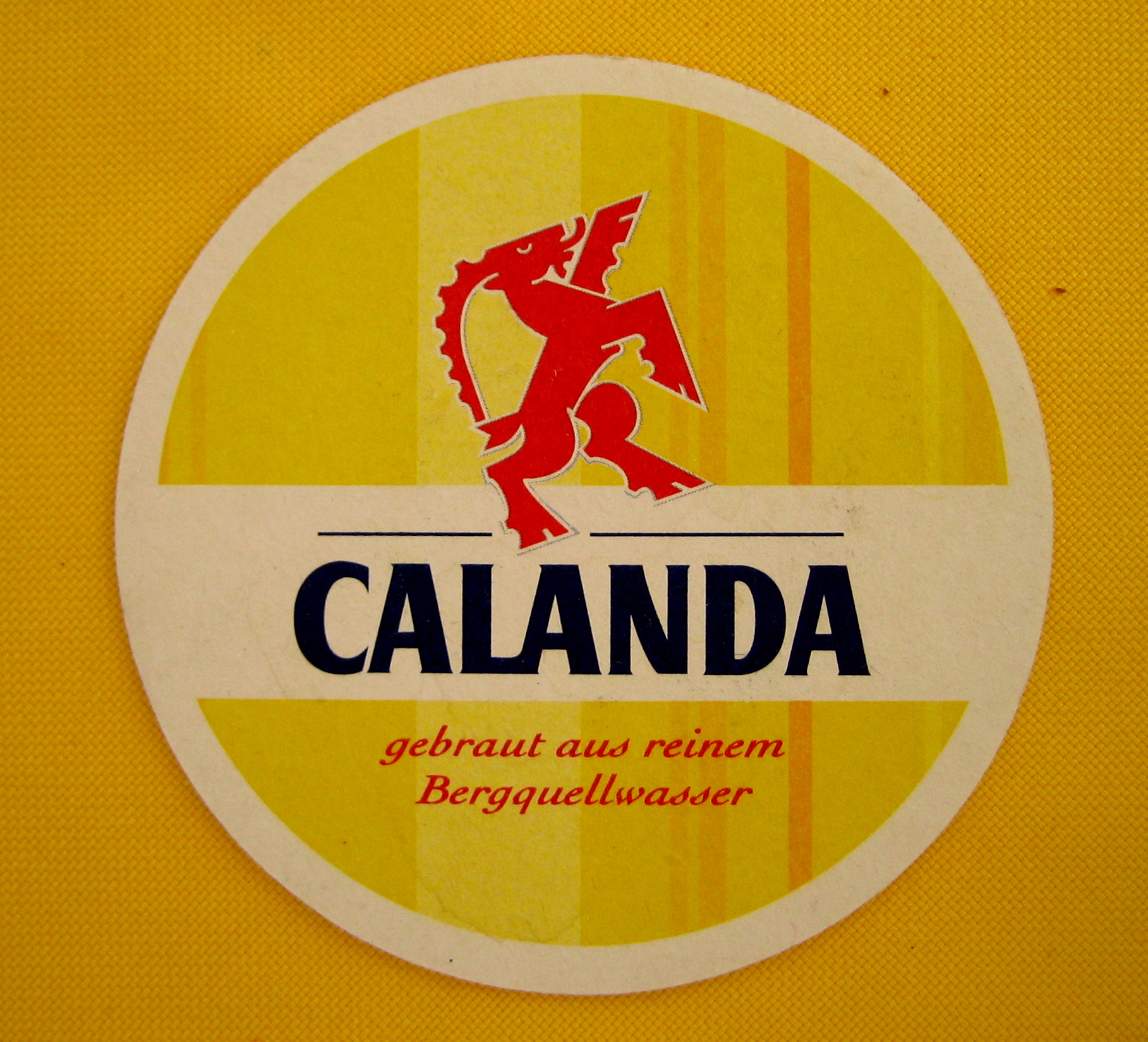
Bierdeckel
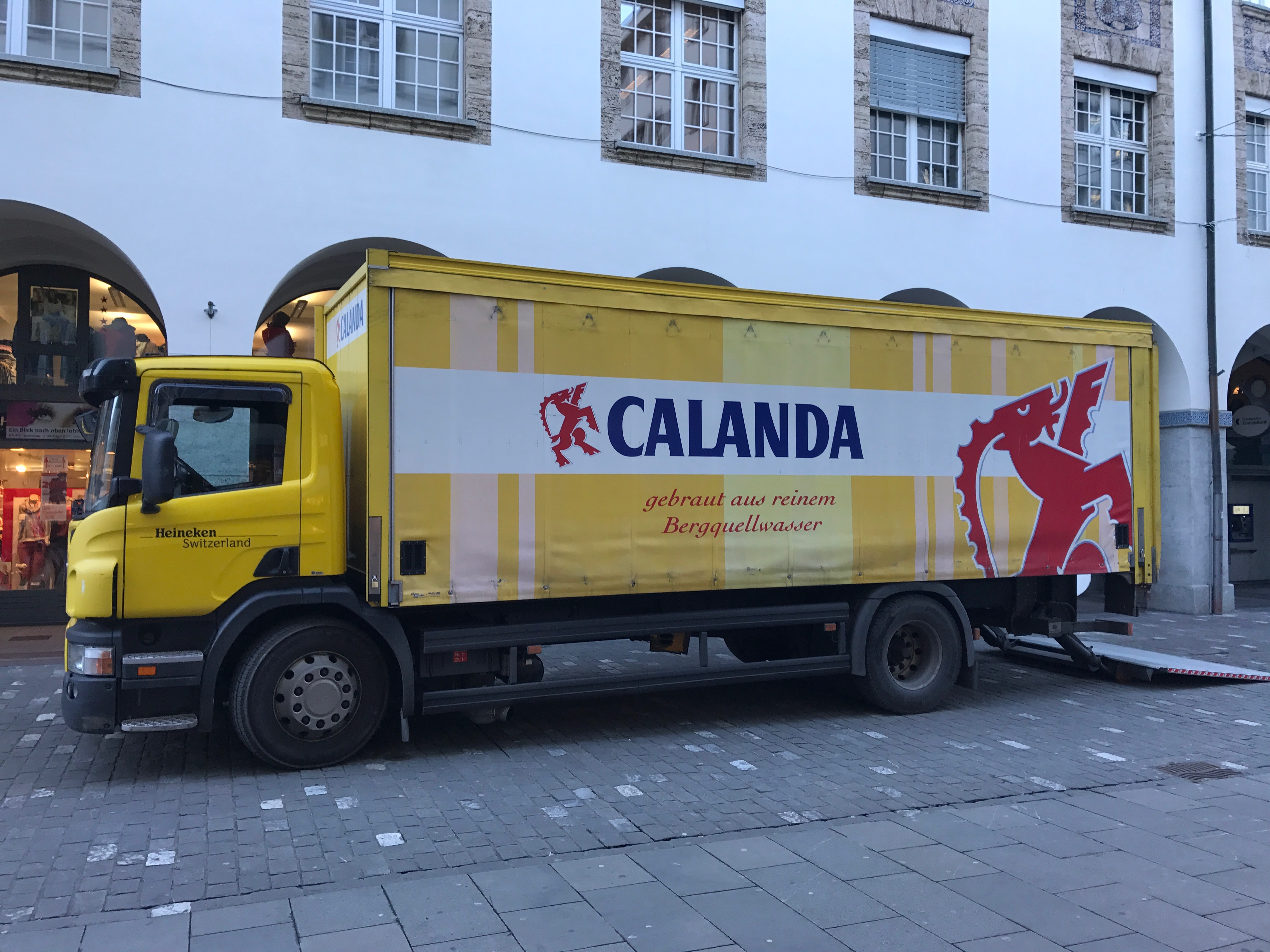
LKW in Chur
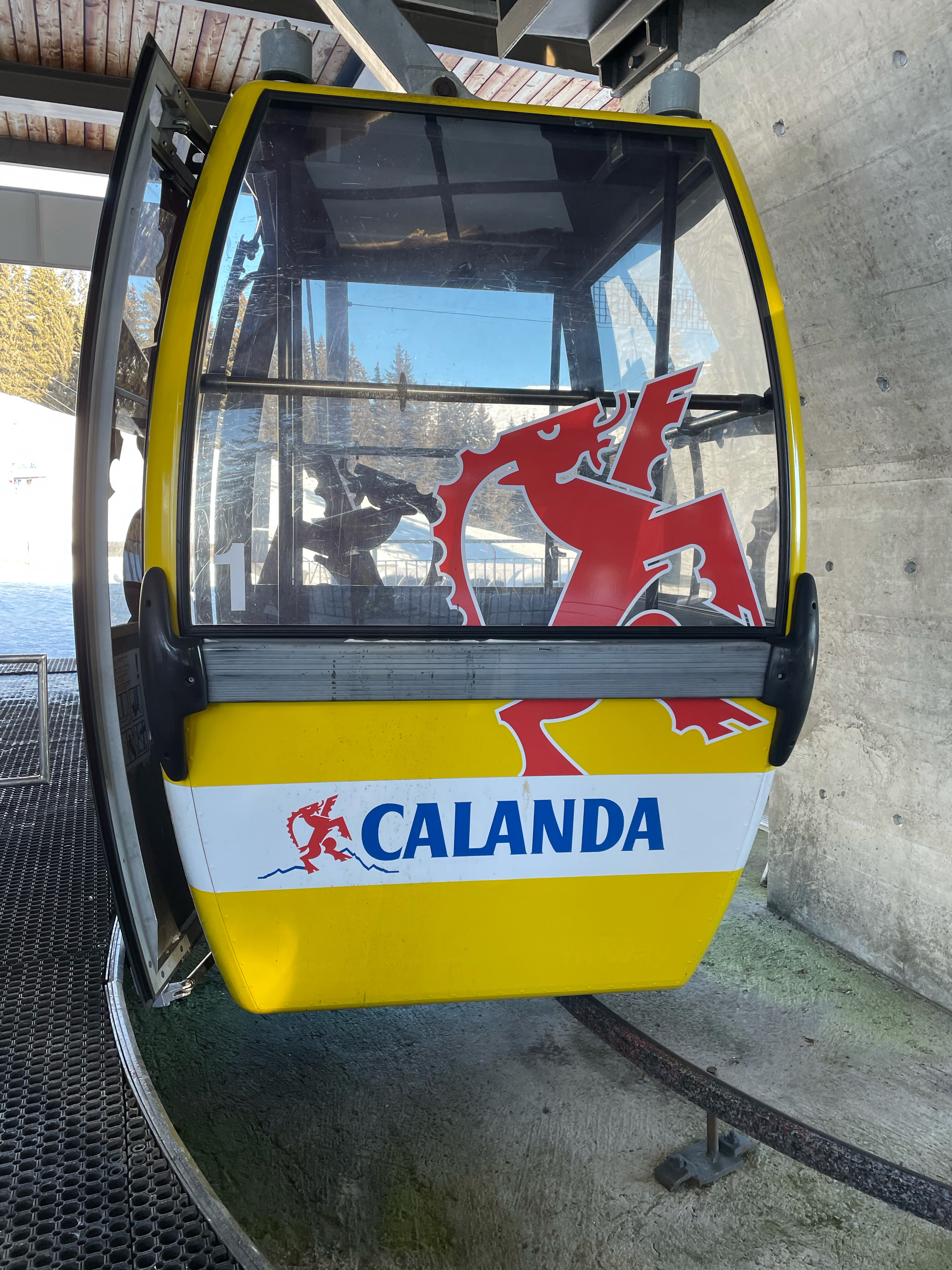
Gondel oberhalb Laax/Falera
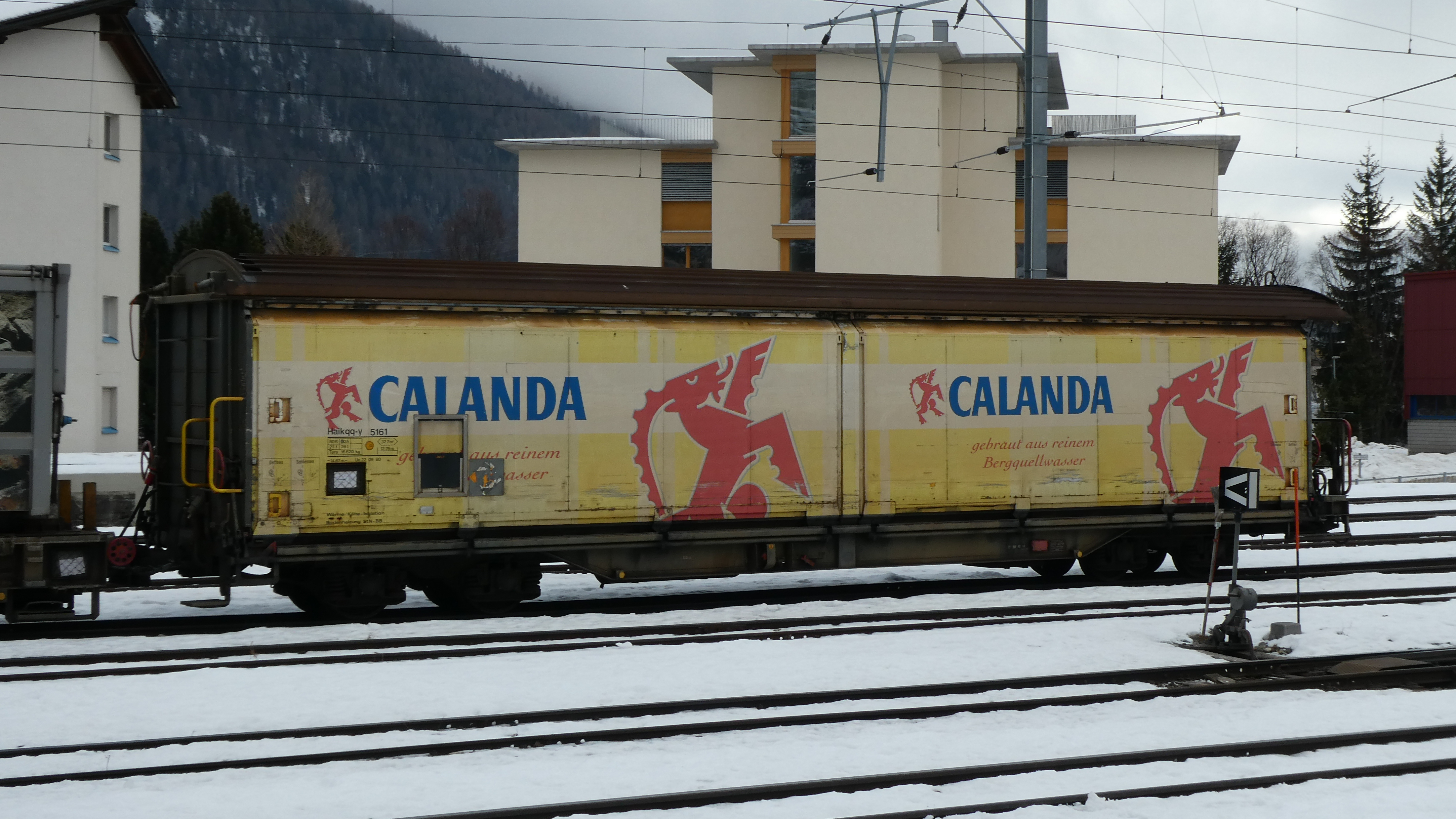
Waggon der Rhätischen Bahn in Samedan